# Grèce aux Jeux européens de 2015
La Grèce était présente aux Jeux européens de 2015, la première édition des Jeux européens, organisée à Bakou, en Azerbaïdjan.

## Médailles
| Sport                   | Discipline                     | Athlète(s)                            | Performance | Date    |
| Médaille d'or : 1       |                                |                                       |             |         |
| Gymnastique             | Hommes - Anneaux               | Elefthérios Petroúnias                |             | 20 juin |
| Médailles d'argent : 4  |                                |                                       |             |         |
| Gymnastique             | Hommes - Barres                | Vlásios Máras                         |             | 20 juin |
| Karaté                  | Hommes - Moins de 84 kg        | Geórgios Tzános                       |             | 14 juin |
| Natation                | Hommes - 400 mètres nage libre | Dimítrios Dimitríou                   |             | 23 juin |
| Tir                     | Pistolet à 10 m (mixte)        | Ánna Korakáki Konstantinos Malgarinos |             | 22 juin |
| Médailles de bronze : 4 |                                |                                       |             |         |
| Judo                    | Hommes - Moins de 90 kg        | Ilías Iliádis                         |             | 27 juin |
| Natation                | Femmes - 100 mètres papillon   | Ilketra Varvara Lebl                  |             | 26 juin |
| Water-polo              | Femmes                         | Équipe F                              |             | 20 juin |
| Water-polo              | Hommes                         | Équipe H                              |             | 21 juin |